# Joanna Scheuring-Wielgus
Joanna Izabela Scheuring-Wielgus, née le 8 février 1972 à Toruń, est une femme politique polonaise députée à la Diète depuis 2015.

## Biographie
Joanna Scheuring-Wielgus a fait des études de sociologie de l'université Nicolas-Copernic de Toruń, complétées à l'Académie polonaise des sciences. Elle a ensuite travaillé en Grande-Bretagne, notamment pour le Bramah Tea and Coffee Museum (en)), puis pour la compagnie Cereal Partners Poland Toruń-Pacific et dans le marketing,.
Elle devient ensuite manager culturelle, à la tête de la fondation Win-Win, qui soutient les artistes et les activités culturelles ; elle est cofondatrice d'une association de citoyens agissant pour la protection des libertés et des droits de l'homme et vice-présidente de l'association féministe Stowarzyszenie Rzeczpospolita Babska.
Elle dirige une liste aux élections municipales de 2014 à Toruń et est élue au conseil municipal de Toruń . Lors des élections législatives de 2015, elle est élue députée à la Diète sur la liste du parti .Moderne (.Nowoczesna) de Ryszard Petru.
Elle prononce le 5 octobre 2016 un discours à la Diète très fort contre la proposition de loi prohibant totalement l'IVG en Pologne.